# Lussan-Borel
Pour les articles homonymes, voir Lussan, Borel et Labrousse.
Lussan-Borel (né Louis-Lionel Labrousse à Pointe-à-Pitre le 9 août 1849 et mort à Paris 10e le 7 juillet 1914) est un danseur et écrivain français, auteur d'un Traité de danse (Paris, 1899, et plusieurs rééditions jusqu'en 1936).